# Liste der Ehrenbürger von München
Dem Magistrat der Stadt München wurde im Jahr 1818 durch das Gemeindeedikt das Recht erteilt, Personen, die sich in hohem Maße um das Wohl der Stadt verdient gemacht haben, zu Ehrenbürgern zu ernennen. Seither wurde diese Würde 53 Personen zuteil. Die im Zusammenhang mit dem Dritten Reich stehenden Ehrenbürgerschaften von Paul von Hindenburg, Franz Ritter von Epp, Franz Xaver Schwarz, Adolf Hitler und Hermann Göring wurden 1946 wieder aberkannt.
Das Ehrenbürgerrecht der Stadt München ist weder mit besonderen Rechten (außer der kostenlosen Nutzung des ÖPNV in München und der Nutzung des Saales im Alten Rathaus) noch mit besonderen Pflichten verbunden.
Über die Verleihung entscheidet die Vollversammlung des Stadtrats in nichtöffentlicher Sitzung. Mit der Ehrenbürgerwürde kann jede Person unabhängig davon ausgezeichnet werden, ob sie in München lebt. Eine postume Verleihung ist jedoch ausgeschlossen.
Hinweis: Die Auflistung erfolgt chronologisch nach Datum der Zuerkennung.

## Die Ehrenbürger der Stadt München
| Name                                   | Geburtsdatum Geburtsort                               | Sterbedatum Sterbeort                    | Position | Verleihung                                       | Bild                                  |
| -------------------------------------- | ----------------------------------------------------- | ---------------------------------------- | --- | ------------------------------------------------ | ------------------------------------- |
| Georg Friedrich Freiherr von Zentner   | 27. August 1752 Straßenheim                           | 21. Oktober 1835 München                 | Königlicher Reichsrat, Staatsminister                                                                                                 | 1820                                             | Georg Friedrich Freiherr von Zentner  |
| Joseph Ritter von Fraunhofer           | 6. März 1787 Straubing                                | 7. Juni 1826 München                     | Königlicher Professor und Konservator                                                                                                 | 1824                                             | weitere Bilder                        |
| Ludwig Fürst von Oettingen-Wallerstein | 31. Januar 1791 Wallerstein                           | 22. Juni 1870 Luzern                     | Königlicher Staatsminister | 1837                                             | udwig Fürst von Oettingen-Wallerstein |
| Leo von Klenze                         | 29. Februar 1784 Buchladen bei Schladen               | 27. Januar 1864 München                  | Königlicher Kämmerer, Geheimer Rat, Hofbau-Intendant                                                                                  | 1862                                             | Leo von Klenze                        |
| Justus von Liebig                      | 12. Mai 1803 Darmstadt                                | 18. April 1873 München                   | Königlicher Kämmerer, Geheimer Rat, Hofbau-Intendant                                                                                  | 1870                                             | weitere Bilder                        |
| Ludwig von der Tann-Rathsamhausen      | 18. Juni 1815 Darmstadt                               | 26. April 1881 Meran                     | Königlicher General der Infanterie | 1871                                             | weitere Bilder                        |
| Max von Pettenkofer                    | 3. Dezember 1818 Lichtenheim bei Neuburg an der Donau | 10. Februar 1901 München                 | Königlicher Geheimer Rat, Universitätsprofessor                                                                                       | 1872                                             | weitere Bilder                        |
| Johann Nepomuk von Nußbaum             | 2. September 1829 München                             | 31. Oktober 1890 München                 | Königlicher Geheimer Rat, Generalstabsarzt, Universitätsprofessor                                                                     | 1880                                             | weitere Bilder                        |
| Adolf Friedrich von Schack             | 2. August 1815 Schwerin                               | 14. April 1894 Rom                       | Schriftsteller | 1881                                             | weitere Bilder                        |
| Franz Lachner                          | 2. April 1803 Rain (Lech)                             | 20. Januar 1890 München                  | Generalmusikdirektor | 1883                                             | weitere Bilder                        |
| Franz Xaver von Gietl                  | 27. August 1803 Höchstädt an der Donau                | 19. März 1888 München                    | Königlicher Geheimer Rat, Leibarzt, Universitätsprofessor, Oberarzt                                                                   | 1883                                             | Franz Xaver von Gietl                 |
| Carl Wilhelm von Gümbel                | 11. Februar 1823 Dannenfels                           | 18. Juni 1898 München                    | Königlicher Oberbergdirektor | 1889                                             | Carl Wilhelm von Gümbel               |
| Hermann Lingg                          | 22. Januar 1820 Lindau                                | 18. Juni 1905 München                    | Schriftsteller | 1890                                             | weitere Bilder                        |
| Helmuth Karl Bernhard von Moltke       | 26. Oktober 1800 Parchim                              | 24. April 1891 Berlin                    | Generalfeldmarschall | 1890                                             | weitere Bilder                        |
| Sigmund von Pfeufer                    | 24. Februar 1824 Bamberg                              | 23. September 1894 München               | Königlicher Regierungspräsident von Oberbayern                                                                                        | 1894                                             | weitere Bilder                        |
| Otto von Bismarck                      | 1. April 1815 Schönhausen                             | 30. Juli 1898 Friedrichsruh              | Herzog von Lauenburg, Reichskanzler                                                                                                   | 1895                                             | weitere Bilder                        |
| Hugo von Ziemssen                      | 13. Dezember 1829 Greifswald                          | 21. Februar 1902 München                 | Königlicher Geheimer Rat, Universitätsprofessor, Direktor des Städtischen allgemeinen Krankenhauses                                   | 1899                                             | Hugo von Ziemssen                     |
| Emil Freiherr von Riedel               | 6. April 1832 Kurzenaltheim                           | 13. August 1906 München                  | Königlicher Staatsminister | 1902                                             | Emil Freiherr von Riedel              |
| Maximilian von Feilitzsch              | 12. August 1834 Trogen                                | 19. Juni 1913 München                    | Königlicher Staatsminister | 1903                                             | Maximilian von Feilitzsch             |
| Franz Defregger                        | 30. April 1835 Ederhof bei Stronach                   | 2. Januar 1921 München                   | Kunstmaler, Professor an der Akademie der bildenden Künste                                                                            | 1905                                             | Franz Defregger                       |
| Ferdinand Graf von Zeppelin            | 8. Juli 1838 Konstanz                                 | 8. März 1917 Berlin                      | General der Kavallerie | 1909                                             | weitere Bilder                        |
| Carl Theodor in Bayern                 | 9. August 1839 Possenhofen                            | 30. November 1909 Kreuth                 | Herzog in Bayern | 1909                                             | weitere Bilder                        |
| Paul von Heyse                         | 15. März 1830 Berlin                                  | 2. April 1914 München                    | Schriftsteller | 1910                                             | weitere Bilder                        |
| Ferdinand Freiherr von Miller          | 8. Juni 1842 München                                  | 18. Dezember 1929 München                | Reichsrat, Akademiedirektor | 1912                                             | Ferdinand Freiherr von Miller         |
| Karl Theodor von Heigel                | 23. August 1842 München                               | 23. März 1915 München                    | Königlicher Geheimer Rat, Präsident der Akademie der Wissenschaften                                                                   | 1912                                             | Karl Theodor von Heigel               |
| Gabriel von Seidl                      | 9. Dezember 1848 München                              | 27. April 1913 München                   | Architekt und Professor | 1913                                             | Gabriel von Seidl                     |
| Wilhelm von Borscht                    | 3. April 1857 Speyer                                  | 30. Juli 1943 München                    | Königlicher Geheimer Rat, Rechtskundiger 1. Bürgermeister                                                                             | 1919                                             | weitere Bilder                        |
| Georg von Hauberrisser                 | 19. März 1841 Graz                                    | 17. Mai 1922 München                     | Professor, Architekt, Ehrenmitglied der Akademie der Bildenden Künste                                                                 | 1919                                             | Georg von Hauberrisser                |
| Richard Strauss                        | 11. Juni 1864 München                                 | 8. September 1949 Garmisch-Partenkirchen | Professor, Generalmusikdirektor, Komponist                                                                                            | 1924                                             | weitere Bilder                        |
| Friedrich von Müller                   | 17. September 1858 Augsburg                           | 18. November 1941 München                | Geheimer Rat, Universitätsprofessor, Direktor des Städtischen Krankenhauses links der Isar                                            | 1927                                             | Friedrich von Müller                  |
| Paul von Hindenburg                    | 2. Oktober 1847 Posen                                 | 2. August 1934 Gut Neudeck               | Reichspräsident | 1929 1946 aberkannt                              | weitere Bilder                        |
| Oskar von Miller                       | 7. Mai 1855 München                                   | 9. April 1934 München                    | Geheimer Baurat | 1930                                             | Oskar von Miller                      |
| Eduard Schmid                          | 15. Oktober 1861 Ostrach                              | 8. Juni 1933 München                     | Ehrenamtlicher 1. Bürgermeister und Stadtrat                                                                                          | 1931                                             |                                       |
| Franz Ritter von Epp                   | 16. Oktober 1868 München                              | 31. Januar 1947 München                  | Reichsstatthalter | 1933 1946 aberkannt                              | weitere Bilder                        |
| Franz Xaver Schwarz                    | 27. November 1875 Günzburg                            | 2. Dezember 1947 bei Regensburg          | Reichsschatzmeister | 1935 1946 aberkannt                              | weitere Bilder                        |
| Adolf Hitler                           | 20. April 1889 Braunau am Inn                         | 30. April 1945 Berlin                    | Reichskanzler und Diktator des Deutschen Reiches                                                                                      | 1939 1946 aberkannt                              | weitere Bilder                        |
| Hermann Göring                         | 12. Januar 1893 Rosenheim                             | 15. Oktober 1946 Nürnberg                | nationalsozialistischer Politiker, Oberbefehlshaber der deutschen Luftwaffe                                                           | 1943 1946 aberkannt                              | weitere Bilder                        |
| Michael von Faulhaber                  | 5. März 1869 Heidenfeld                               | 12. Juni 1952 München                    | Erzbischof und Kardinal | 1949                                             | weitere Bilder                        |
| Thomas Wimmer                          | 7. Januar 1887 Siglfing                               | 18. Januar 1964 München                  | Oberbürgermeister | 1957                                             |                                       |
| Wilhelm Hoegner                        | 23. September 1887 München                            | 5. März 1980 München                     | Bayerischer Ministerpräsident | 1957                                             | weitere Bilder                        |
| Hans Ehard                             | 10. November 1887 Bamberg                             | 18. Oktober 1980 München                 | Bayerischer Ministerpräsident | 1957                                             | weitere Bilder                        |
| Hans Knappertsbusch                    | 12. März 1888 Elberfeld                               | 25. Oktober 1965 München                 | Generalmusikdirektor | 1963                                             | weitere Bilder                        |
| Alfons Goppel                          | 1. Oktober 1905 Reinhausen                            | 24. Dezember 1991 Johannesberg           | Bayerischer Ministerpräsident | 1965                                             | weitere Bilder                        |
| Hans-Jochen Vogel                      | 3. Februar 1926 Göttingen                             | 26. Juli 2020 München                    | Altoberbürgermeister | 30. Juni 1972                                    | weitere Bilder                        |
| Carl Orff                              | 10. Juli 1895 München                                 | 29. März 1982 München                    | Komponist | 1975                                             | weitere Bilder                        |
| Werner Egk                             | 17. Mai 1901 Auchsesheim                              | 10. Juli 1983 Inning am Ammersee         | Komponist | 1981                                             | Werner Egk                            |
| Franz Josef Strauß                     | 6. September 1915 München                             | 3. Oktober 1988 Regensburg               | Bayerischer Ministerpräsident | 1981                                             | weitere Bilder                        |
| Adolf Butenandt                        | 24. März 1903 Lehe                                    | 18. Januar 1995 München                  | Biochemiker, Hochschullehrer, Nobelpreisträger                                                                                        | 1985                                             | weitere Bilder                        |
| Sergiu Celibidache                     | 11. Juli 1912 Roman                                   | 14. August 1996 Paris                    | Generalmusikdirektor | 1992                                             | weitere Bilder                        |
| Georg Kronawitter                      | 21. April 1928 Oberthann                              | 28. April 2016 München                   | Altoberbürgermeister | 1993                                             | weitere Bilder                        |
| Hildegard Hamm-Brücher                 | 11. Mai 1921 Essen                                    | 7. Dezember 2016 München                 | Staatsministerin a. D. | 1995                                             | weitere Bilder                        |
| Charlotte Knobloch                     | 29. Oktober 1932 München                              |                                          | Ehemalige Präsidentin des Zentralrats der Juden                                                                                       | 2005                                             | weitere Bilder                        |
| Otto Meitinger                         | 8. Mai 1927 München                                   | 9. September 2017                        | Alterspräsident der Technischen Universität                                                                                           | 7. November 2005                                 |                                       |
| Hans-Peter Dürr                        | 7. Oktober 1929 Stuttgart                             | 18. Mai 2014 München                     | Friedensforscher, ehemaliger geschäftsführender Direktor des Max-Planck-Instituts für Physik                                          | 25. Januar 2008                                  | weitere Bilder                        |
| Gertraud Burkert                       | 21. März 1940 München                                 |                                          | Bürgermeisterin a. D. | 21. Februar 2014                                 |                                       |
| Michael Krüger                         | 9. Dezember 1943 Wittgendorf                          |                                          | Verleger und Schriftsteller | 21. Februar 2014                                 | weitere Bilder                        |
| Bruno Reichart                         | 18. Januar 1943 Wien                                  |                                          | Herzchirurg | 21. Februar 2014                                 | Bruno Reichart                        |
| Christian Ude                          | 26. Oktober 1947 München                              |                                          | Altoberbürgermeister | 15. September 2014                               | weitere Bilder                        |
| Philipp Lahm                           | 11. November 1983 München                             |                                          | ehemaliger Fußballspieler | 23. Januar 2019                                  | weitere Bilder                        |
| Hubert Burda                           | 9. Februar 1940 Heidelberg                            |                                          | Verleger | 23. Januar 2019                                  | weitere Bilder                        |
| Michaela May                           | 18. März 1952 München                                 |                                          | Schauspielerin | 23. Januar 2019                                  | weitere Bilder                        |
| Jutta Speidel                          | 26. März 1954 München                                 |                                          | Schauspielerin | 23. Januar 2019                                  | weitere Bilder                        |
| Rachel Salamander                      | 30. Januar 1949 Deggendorf                            |                                          | Literaturwissenschaftlerin, Buchhandels-Unternehmerin und Journalistin                                                                | 23. Januar 2019                                  | weitere Bilder                        |
| Franz Herzog von Bayern                | 14. Juli 1933 München                                 |                                          | Oberhaupt des Hauses Wittelsbach | 23. Januar 2019                                  | weitere Bilder                        |
| Heinrich Traublinger                   | 9. Mai 1943 München                                   |                                          | Bäcker, Kommunalpolitiker | 23. Januar 2019                                  | weitere Bilder                        |
| Christine Strobl                       | 2. März 1961 München                                  |                                          | Kommunalpolitikerin | 20. Juni 2022 (beschlossen am 2. Februar 2022)   | weitere Bilder                        |
| Doris Dörrie                           | 26. Mai 1955 Hannover                                 |                                          | Filmregisseurin, Drehbuchautorin, Schriftstellerin                                                                                    | 10. Juli 2023 (beschlossen am 30. November 2022) | weitere Bilder                        |
| Ernst Grube                            | 13. Dezember 1932 München                             |                                          | NS-Verfolgter und bekannter Vertreter einer aktiven Vergangenheits- und Aufarbeitungspolitik. Präsident der Lagergemeinschaft Dachau. | 10. Juli 2023 (beschlossen am 30. November 2022) | weitere Bilder                        |
| Hans Podiuk                            | 18. September 1946 München                            |                                          | Kommunalpolitiker | 10. Juli 2023 (beschlossen am 30. November 2022) | weitere Bilder                        |
| Walter Zöller                          | 28. Februar 1940 Nürnberg                             | 5. August 2024                           | Kommunalpolitiker | 10. Juli 2023 (beschlossen am 30. November 2022) |                                       |
| Hannelore Kiethe                       | 1944                                                  |                                          | Vorstandsvorsitzende Münchner Tafel                                                                                                   | 10. Juli 2023 (beschlossen am 30. November 2022) |                                       |
| Siegfried Benker                       | 1957 Erlangen                                         |                                          | Kommunalpolitiker | beschlossen am 30. November 2023                 |                                       |